# Shezë
Shezë es un antiguo municipio albanés del condado de Elbasan. Se encuentra situado en el centro del país y desde 2015 está constituido como una unidad administrativa del municipio de Peqin. A finales de 2011, el territorio de la actual unidad administrativa tenía 3177 habitantes.
La unidad administrativa incluye los pueblos de Shezë e Vogël, Shezë e Madhë, Pekisht, Trash, Algjinaj, Gryksh i Vogël y Karthnek.
Se ubica a medio camino entre Peqin y Belsh.